# Lijst van gouverneurs-generaal van Australië

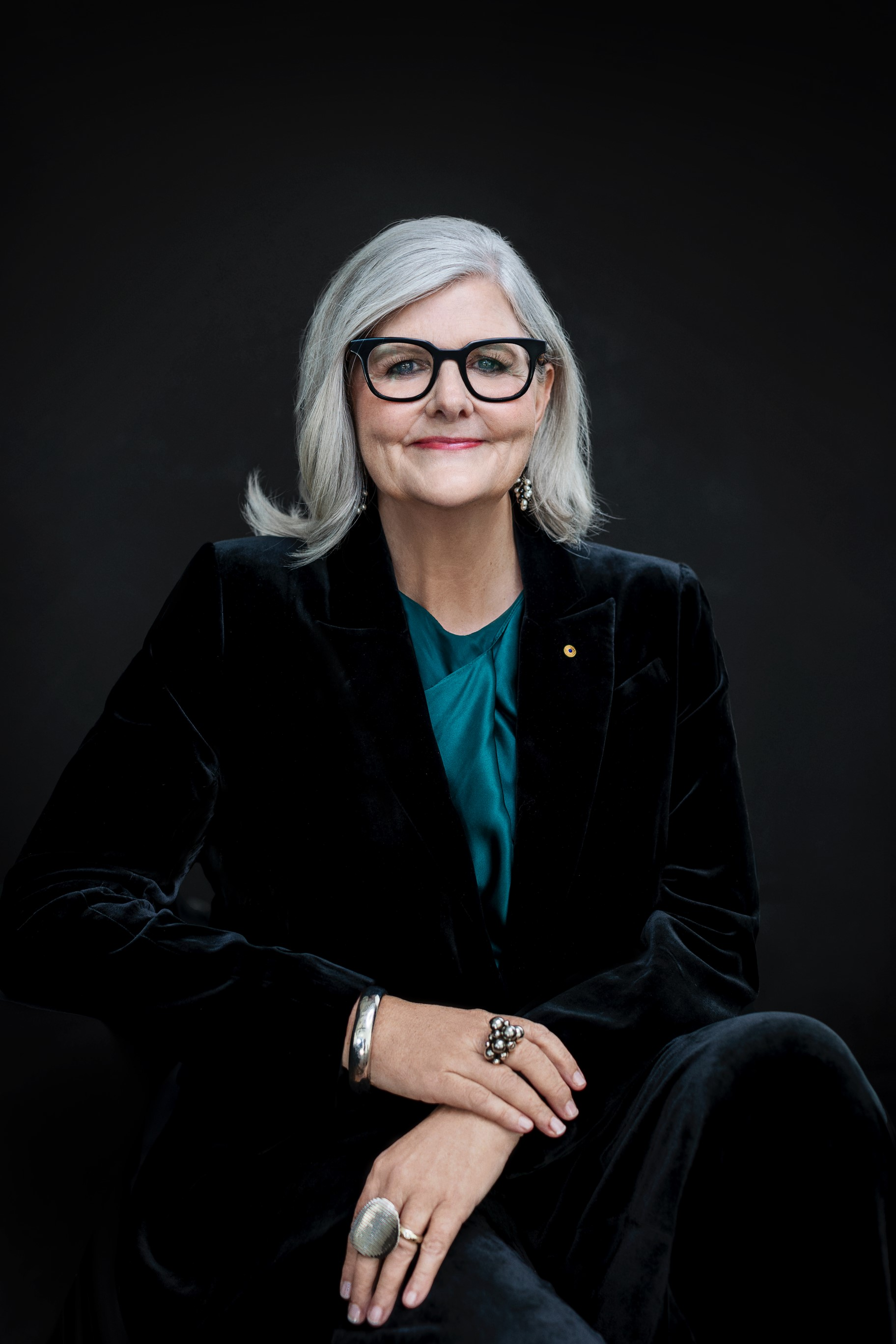
De huidige gouverneur-generaal Sam Mostyn, die op 1 juli 2024 aantrad.

Deze lijst van gouverneurs-generaal van Australië toont alle gouverneurs-generaal van het Gemenebest van Australië sinds 1901.

## Gouverneurs-generaal van Australië (1901-heden)
| Nr. | Gouverneur-generaal | Gouverneur-generaal                | Ambtsperiode     | Ambtsperiode     | Monarch                  | Premier  |
| --- | ------------------- | ---------------------------------- | ---------------- | ---------------- | ------------------------ | -------- |
| 1   |                     | John Hope (1860-1908)              | 1 januari 1901   | 9 januari 1903   | Victoria Edward VII      | Barton   |
| 2   |                     | Hallam Tennyson (1852-1928)        | 9 januari 1903   | 21 januari 1904  | Edward VII               | Barton   |
| 3   |                     | Henry Northcote (1846-1911)        | 21 januari 1904  | 9 september 1908 | Edward VII               | Deakin   |
| 4   |                     | William Ward (1867-1932)           | 9 september 1908 | 31 juli 1911     | Edward VII George V      | Deakin   |
| 5   |                     | Thomas Denman (1874-1954)          | 31 juli 1911     | 18 mei 1914      | George V                 | Fisher   |
| 6   |                     | Ronald Munro-Ferguson (1860-1934)  | 18 mei 1914      | 6 oktober 1920   | George V                 | Cook     |
| 7   |                     | Henry Foster (1866-1936)           | 6 oktober 1920   | 8 oktober 1925   | George V                 | Hughes   |
| 8   |                     | John Baird (1874-1941)             | 8 oktober 1925   | 21 januari 1931  | George V                 | Bruce    |
| 9   |                     | Isaac Isaacs (1855-1948)           | 21 januari 1931  | 23 januari 1936  | George V Edward VIII     | Scullin  |
| 10  |                     | Alexander Hore-Ruthven (1872-1955) | 23 januari 1936  | 30 januari 1945  | Edward VIII George VI    | Lyons    |
| 11  |                     | Prins Hendrik (1900-1974)          | 30 januari 1945  | 11 maart 1947    | George VI                | Curtin   |
| 12  |                     | William McKell (1891-1985)         | 11 maart 1947    | 8 mei 1953       | George VI Elizabeth II   | Chifley  |
| 13  |                     | William Slim (1891-1970)           | 8 mei 1953       | 2 februari 1960  | Elizabeth II             | Menzies  |
| 14  |                     | William Morrison (1893-1961)       | 2 februari 1960  | 3 augustus 1961  | Elizabeth II             | Menzies  |
| 15  |                     | William Sidney (1909-1991)         | 3 augustus 1961  | 7 mei 1965       | Elizabeth II             | Menzies  |
| 16  |                     | Richard Casey (1890-1976)          | 7 mei 1965       | 30 april 1969    | Elizabeth II             | Menzies  |
| 17  |                     | Paul Hasluck (1905-1993)           | 30 april 1969    | 11 juli 1974     | Elizabeth II             | Gorton   |
| 18  |                     | John Kerr (1914-1991)              | 11 juli 1974     | 8 december 1977  | Elizabeth II             | Whitlam  |
| 19  |                     | Zelman Cowen (1919-2011)           | 8 december 1977  | 29 juli 1982     | Elizabeth II             | Fraser   |
| 20  |                     | Ninian Stephen (1923-2017)         | 29 juli 1982     | 16 februari 1989 | Elizabeth II             | Fraser   |
| 21  |                     | Bill Hayden (1933-2023)            | 16 februari 1989 | 16 februari 1996 | Elizabeth II             | Hawke    |
| 22  |                     | William Deane (1931)               | 16 februari 1996 | 29 juni 2001     | Elizabeth II             | Keating  |
| 23  |                     | Peter Hollingworth (1935)          | 29 juni 2001     | 28 mei 2003      | Elizabeth II             | Howard   |
| 24  |                     | Michael Jeffery (1937-2020)        | 11 augustus 2003 | 5 september 2008 | Elizabeth II             | Howard   |
| 25  |                     | Quentin Bryce (1942)               | 5 september 2008 | 28 maart 2014    | Elizabeth II             | Rudd     |
| 26  |                     | Peter Cosgrove (1947)              | 28 maart 2014    | 1 juli 2019      | Elizabeth II             | Abbott   |
| 27  |                     | David Hurley (1953)                | 1 juli 2019      | 1 juli 2024      | Elizabeth II Charles III | Morrison |
| 28  |                     | Sam Mostyn (1965)                  | 1 juli 2024      | heden            | Charles III              | Albanese |